# Georges Bokwé
Georges Bokwe (14 de julho de 1989) é um futebolista camaronês que atua como goleiro. Atualmente, joga pelo Mjøndalen.

## Carreira
Georges Bokwe representou o elenco da Seleção Camaronesa de Futebol no Campeonato Africano das Nações de 2017.

## Títulos
- Campeonato Africano das Nações: 2017